# 百慕達重牙鯛
百慕達重牙鯛為輻鰭魚綱鱸形目鱸亞目鯛科的其中一種，分布於西大西洋的百慕達群島海域，體長可達30公分，棲息在中底層海域，屬肉食性，可做為食用魚。